# 建陽 (朝鮮王朝)
建陽（韓語：건양；1896年1月1日－1897年8月16日）是朝鲜王朝大君主朝鲜高宗之年號，開国504年十一月十七（1896年1月1日）採用公曆，同時改元建陽。建陽二年8月16日改元光武。

## 紀年、干支、西曆對照表
| 建陽 | 元年   | 二年   |
| ---- | ------ | ------ |
| 公元 | 1896年 | 1897年 |
| 干支 | 丙申   | 丁酉   |

## 参看
- 朝鮮半島年號列表
- 其他使用建陽年號的政權。
- 同期存在的其他政權之紀年
  - 光绪（1875年至1908年）：清朝－光绪帝年号
  - 明治（1868年至1912年）：日本－明治天皇年號
  - 成泰（1889年至1907年）：越南阮朝－成泰帝年号